# Грамматика, Антиведуто
Антиведуто Грамматика (итал. Antiveduto Grammatica; 1571, Рим — 13 апреля 1626, Рим) — итальянский живописец раннего барокко. Караваджист. Работал в Риме.

## Биография
Грамматика родился либо в Сиене, либо в Риме. По словам Джованни Бальоне, художнику дали имя Антиведуто («Предвидящий»), потому что у его отца было предчувствие, что ребёнок вот-вот родится у его жены Артемизии во время путешествия супругов из Сиены в Рим.
Антиведуто учился в Риме у Джованни Доменико Анджелини из Перуджи (Giandomenico Perugino), где получил прозвище «Большеголовник» (gran Capocciante) из-за своей специализации в росписи голов известных людей и добился в этом успеха до такой степени, что многие выдающиеся люди Рима стремились заказать ему свой портрет. К 1591 году Антиведуто стал независимым художником. В 1592 году короткое время в его мастерской работал Микеланджело Меризи да Караваджо.
Самая ранняя работа художника из сохранившихся — алтарная картина «Христос Спаситель со святыми Станиславом Краковским, святым Адальбертом Пражским и святым Гиацинтом Одровазом» — была написана для главного алтаря церкви Санто-Станислао-деи-Полакки (Santo Stanislao dei Polacchi) в Риме. Грамматика написал также образ Мадонны во второй капелле церкви Санта-Мария-делла-Скала, два тондо: «Святая Чечилия» и «Святая Катарина», которые находятся в Пинакотеке Брера, и «Поклонение пастухов» в капелле Грациани церкви Сан Джакомо дельи Инкурабили (San Giacomo degli Incurabili) на Виа дель Корсо в Риме (1622, 1625).
В 1593 году Антиведуто начал свое сотрудничество с Академии Святого Луки и был описан Джулио Манчини как самый усердный в своей профессии. Он завоевал доверие двух покровителей Академии, кардиналов Федерико Борромео и Франческо Мария дель Монте, и стал тесно связан с последним; настолько, что в 1624 году он был избран на высшую должность академии: стал принцепсом (председателем). Однако вскоре после этого он оказался замешан в скандале в связи с махинациями своего недруга Томмазо Салини, связанными с попыткой продать алтарь Академии предположительно работы Рафаэля, что привело к унизительному отступлению, когда кардинал Дель Монте вмешался, чтобы вернуть имущество учреждения. Его состояние было каким-то образом связано с самим кардиналом, которого Барберини очень не одобряли, и его смерть опередила смерть Дель Монте на четыре месяца, в апреле 1626 года.
Произведения художника имеются во многих музеях, в том числе в Государственном Эрмитаже в Санкт-Петербурге, во Владимиро-Суздальском музее-заповеднике («Христос и грешница»), в Национальном музее Прадо в Мадриде, в Музее истории искусств в Вене, в Национальном музее Брукенталя в Сибиу/Германштадте, Румыния, Художественной галерее и музее Келвингроув в Глазго, Галерее Maison D’Art в Монако.

## Галерея

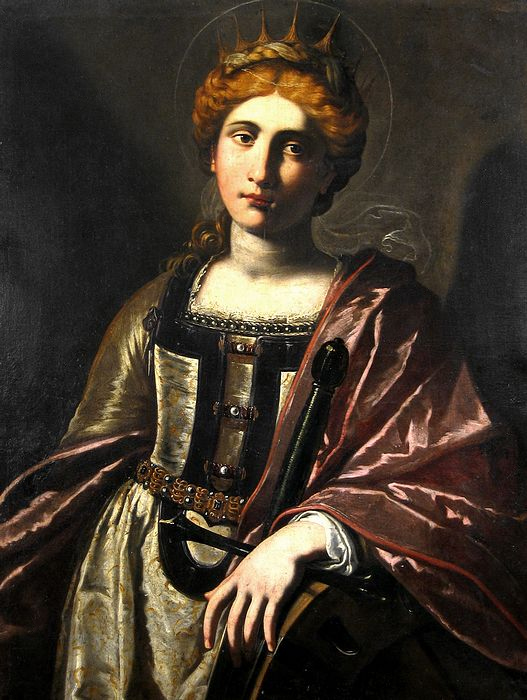
Святая Екатерина Александрийская. Ок. 1600 г. Холст, масло. Национальный музей Брукенталь, Германштадт, Румыния
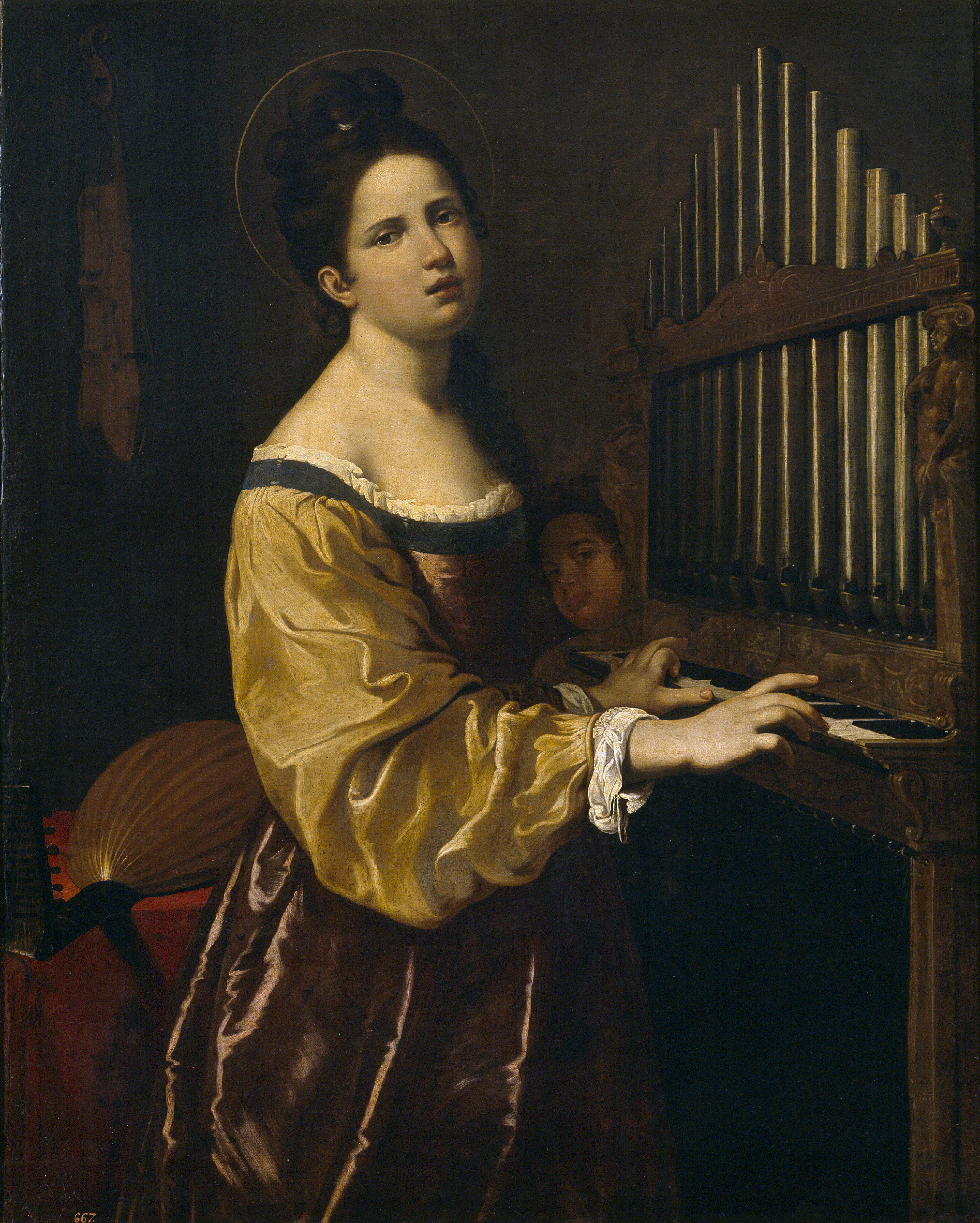
Святая Чечилия. Между 1611 и 1631 гг. Холст, масло. Прадо, Мадрид
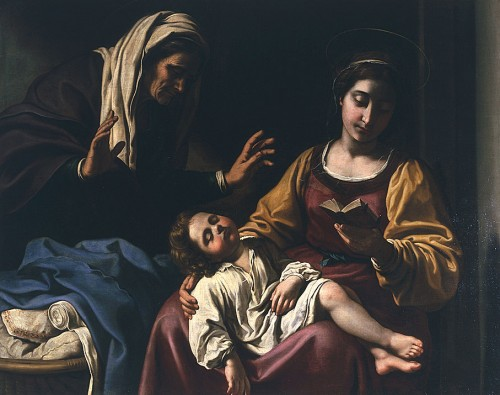
Мадонна с Младенцем и Святой Анной. 1610-е гг. Холст, масло. Национальный музей, Варшава
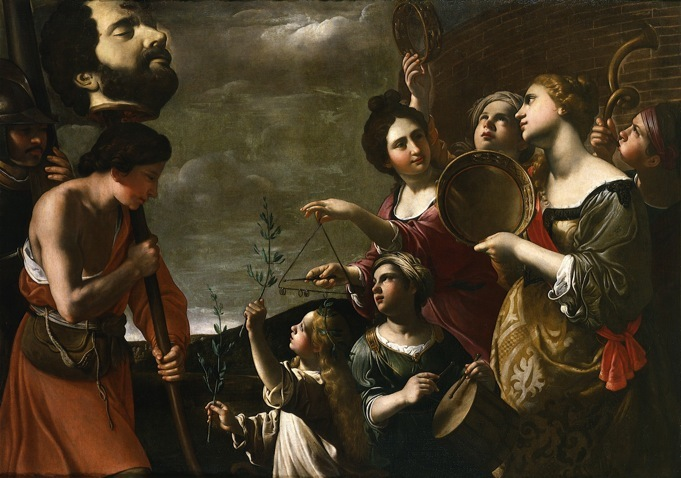
Давид с головой Голиафа. Ок. 1610 г. Холст, масло. Палаццо Феррари, Генуя
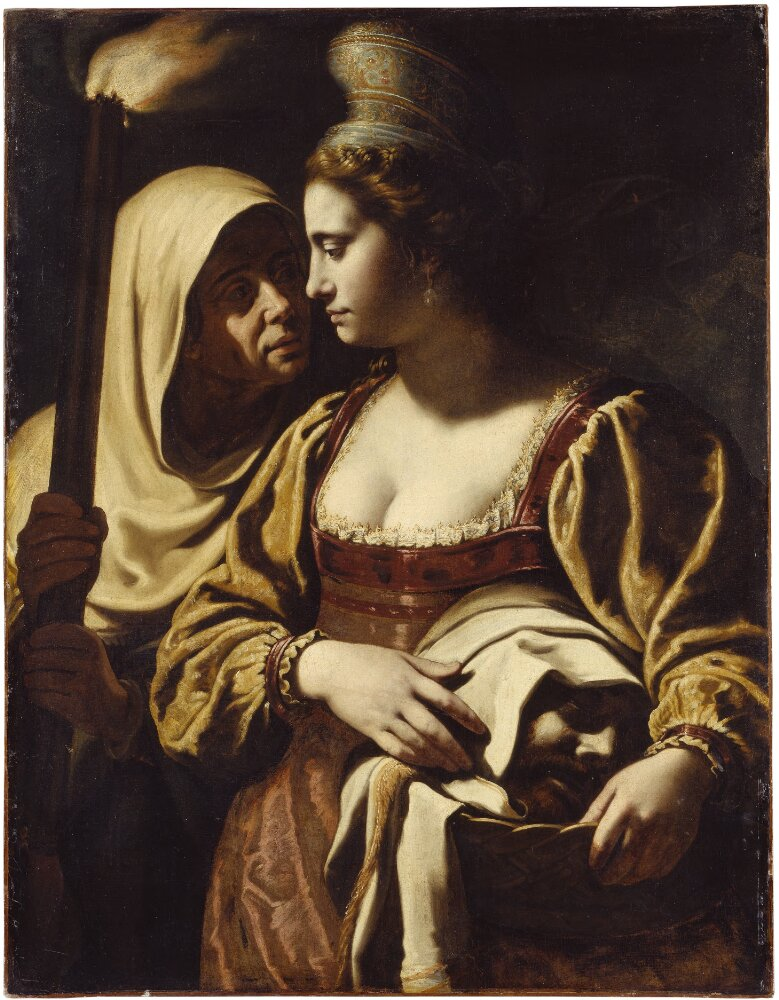
Юдифь с головой Олоферна. 1610-е гг. Холст, масло. Национальный музей, Стокгольм
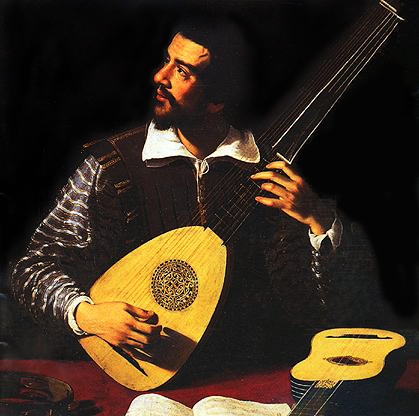
Лютнист. 1610-е гг. Холст, масло. Галерея Сабауда, Турин
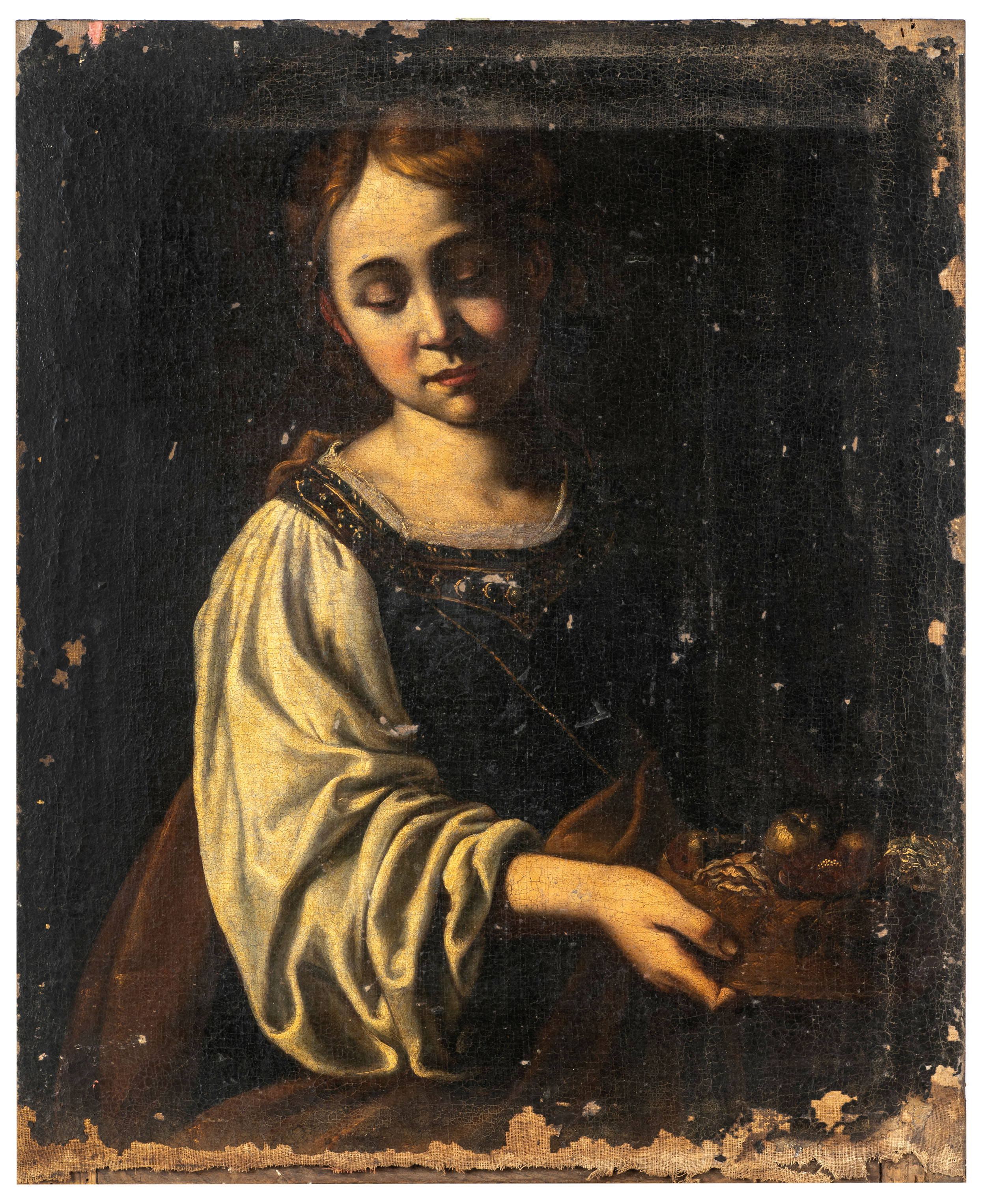
Святая Дорофея. Между 1610 и 1620 гг. Холст, масло. Рим, частная коллекция